# Czarnystok (gromada)
Czarnystok – dawna gromada, czyli najmniejsza jednostka podziału terytorialnego Polskiej Rzeczypospolitej Ludowej w latach 1954–1972.
Gromady, z gromadzkimi radami narodowymi (GRN) jako organami władzy najniższego stopnia na wsi, funkcjonowały od reformy reorganizującej administrację wiejską przeprowadzonej jesienią 1954 do momentu ich zniesienia z dniem 1 stycznia 1973, tym samym wypierając organizację gminną w latach 1954–1972.
Gromadę Czarnystok z siedzibą GRN w Czarnymstoku utworzono – jako jedną z 8759 gromad na obszarze Polski – w powiecie zamojskim w woj. lubelskim na mocy uchwały nr 18 WRN w Lublinie z dnia 5 października 1954. W skład jednostki weszły obszary dotychczasowych gromad Czarnystok i Trzęsiny ze zniesionej gminy Radecznica w tymże powiecie. Dla gromady ustalono 11 członków gromadzkiej rady narodowej.
1 stycznia 1958 gromadę włączono do powiatu biłgorajskiego w tymże województwie.
31 grudnia 1959 gromadę włączono z powrotem do powiatu zamojskiego w tymże województwie, gdzie pobyła dokładnie jeden dzień.
1 stycznia 1960 gromadę zniesiono, włączając jej obszar do gromady Gorajec-Stara Wieś w tymże (zamojskim) powiecie.